# Antrim (circonscription du Parlement d'Irlande du Nord)
Pour les articles homonymes, voir Antrim.
Antrim était une circonscription de comté du Parlement d'Irlande du Nord de 1921 à 1929. Elle a élu sept MPs, utilisant la représentation proportionnelle au moyen du vote unique transférable.

## Limites
Antrim a été créé par le Government of Ireland Act 1920 et se composait du comté administratif d'Antrim (c'est-à-dire à l'exclusion des parties du comté historique du comté de Belfast). La loi de 1929 sur la Chambre des communes (méthode de vote et de redistribution des sièges) (Irlande du Nord) a divisé la circonscription en sept circonscriptions élues au scrutin uninominal à un tour : Antrim Borough, Bann Side, Carrick, Larne, Mid Antrim, North Antrim et South Antrim.

## Second Dáil
En mai 1921, le Dáil Éireann, le parlement de la République irlandaise autoproclamée dirigée par le Sinn Féin, a adopté une résolution déclarant que les élections à la Chambre des communes d'Irlande du Nord et à la Chambre des communes d'Irlande du Sud seraient utilisées comme élection pour le deuxième Dáil. Tous les élus figuraient sur la liste du deuxième Dáil, mais comme aucun MP du Sinn Féin n'a été élu pour Antrim, il n'y était pas représenté.

## Politique
Antrim avait une majorité unioniste, avec quelques poches de soutien nationaliste. En 1921, six syndicalistes et un nationaliste ont été élus, tandis qu'en 1925, cinq syndicalistes, un nationaliste et un membre du Unbought Tenants Association ont été élus.

## Membres du Parlement
| Élection   | MP (Parti) | MP (Parti)               | MP (Parti)                          | MP (Parti)         | MP (Parti)                                 | MP (Parti)               | MP (Parti) | MP (Parti)            | MP (Parti) | MP (Parti)              | MP (Parti) | MP (Parti)                | MP (Parti) | MP (Parti)                  |
| ---------- | ---------- | ------------------------ | ----------------------------------- | ------------------ | ------------------------------------------ | ------------------------ | ---------- | --------------------- | ---------- | ----------------------- | ---------- | ------------------------- | ---------- | --------------------------- |
| MPs (1921) |            | John Milne Barbour (UUP) |                                     | Hugh O'Neill (UUP) |                                            | George Boyle Hanna (UUP) |            | Robert Crawford (UUP) |            | Robert Dick Megaw (UUP) |            | John Fawcett Gordon (UUP) |            | Joseph Devlin (Nationalist) |
| MPs (1925) |            | John Milne Barbour (UUP) | George Henderson (Unbought Tenants) | Hugh O'Neill (UUP) | Thomas Stanislaus McAllister (Nationalist) | George Boyle Hanna (UUP) |            | Robert Crawford (UUP) |            | Robert Dick Megaw (UUP) |            |                           |            |                             |

## Résultats des élections
| Parti                                                                  | Parti           | Candidat            | %     | Comptage | Comptage | Comptage | Comptage | Comptage |
| Parti                                                                  | Parti           | Candidat            | %     | 1        | 2        | 3        | 4        | 5        |
| ---------------------------------------------------------------------- | --------------- | ------------------- | ----- | -------- | -------- | -------- | -------- | -------- |
|                                                                        | Ulster Unionist | John Milne Barbour  | 22.18 | 17,735   |          |          |          |          |
|                                                                        | Ulster Unionist | Hugh O'Neill        | 20.86 | 16,681   |          |          |          |          |
|                                                                        | Ulster Unionist | George Boyle Hanna  | 15.74 | 12,584   |          |          |          |          |
|                                                                        | Nationalist     | Joseph Devlin       | 11.82 | 9,448    | 9,469    | 9,499    | 9,528    | 9,560    |
|                                                                        | Ulster Unionist | Robert Dick Megaw   | 10.41 | 8,326    | 8,991    | 11,979   |          |          |
|                                                                        | Ulster Unionist | Robert Crawford     | 7.47  | 5,976    | 11,958   |          |          |          |
|                                                                        | Sinn Féin       | Louis Joseph Walsh  | 6.19  | 4,951    | 4,958    | 4,973    | 4,988    | 5,028    |
|                                                                        | Ulster Unionist | John Fawcett Gordon | 3.71  | 2,967    | 3,890    | 7,507    | 10,029   |          |
|                                                                        | Sinn Féin       | Joseph Connolly     | 1.60  | 1,281    | 1,424    | 1,461    | 1,485    | 1,511    |
| Électorat : 93,566 Valide : 79,949 Quota : 9,994 Participation : 85.5% |                 |                     |       |          |          |          |          |          |

| Parti                                                                  | Parti             | Candidat                     | %     | Comptage | Comptage | Comptage | Comptage | Comptage |
| Parti                                                                  | Parti             | Candidat                     | %     | 1        | 2        | 3        | 4        | 5        |
| ---------------------------------------------------------------------- | ----------------- | ---------------------------- | ----- | -------- | -------- | -------- | -------- | -------- |
|                                                                        | Ulster Unionist   | John Milne Barbour           | 20.99 | 13,499   |          |          |          |          |
|                                                                        | Ulster Unionist   | Hugh O'Neill                 | 19.56 | 12,579   |          |          |          |          |
|                                                                        | Nationalist       | Thomas Stanislaus McAllister | 18.44 | 11,857   |          |          |          |          |
|                                                                        | Ulster Unionist   | Robert Crawford              | 11.37 | 7,310    | 11,369   |          |          |          |
|                                                                        | Ulster Unionist   | George Boyle Hanna           | 10.14 | 6,524    | 7,216    | 8,720    |          |          |
|                                                                        | Unbought Tenants' | George Henderson             | 7.57  | 4,866    | 4,908    | 4,994    | 8,712    |          |
|                                                                        | Ulster Unionist   | Robert Dick Megaw            | 6.78  | 4,362    | 4,643    | 6,217    | 6,271    | 6,469    |
|                                                                        | Ulster Unionist   | John Fawcett Gordon          | 5.16  | 3,318    | 3,703    | 5,078    | 5,123    | 8,254    |
| Électorat : 98,278 Valide : 64,315 Quota : 8,040 Participation : 65.4% |                   |                              |       |          |          |          |          |          |

## Sources
- Northern Ireland Parliamentary Election Results 1921-1972, compiled and edited by Sydney Elliott (Political Reference Publications 1973)

- VIAF